# Aspicilia contorta
Aspicilia contorta är en lavart som först beskrevs av Georg Franz Hoffmann och som fick sitt nu gällande namn av August von Krempelhuber. 
Aspicilia contorta ingår i släktet Aspicilia och familjen Megasporaceae. Arten är reproducerande i Sverige.